# Women’s Premier Ice Hockey League 2003/04
Die Saison 2003/04 war die 22. Austragung der höchsten englischen Fraueneishockeyliga, der Women’s Premier Ice Hockey League. Die Ligadurchführung erfolgt durch die English Ice Hockey Association, den englischen Verband unter dem Dach des britischen Eishockeyverbandes Ice Hockey UK. Der Sieger erhielt den Chairman’s Cup.

## Modus
Zunächst spielten alle Mannschaften eine einfache Runde mit Hin- und Rückspiel. Die vier Besten erreichten das Halbfinale. Der Letzte stieg ab, der Vorletzte musste in die Relegation gegen den Besten der 1. Division. In der Finalrunde wurde jeweils nur ein Spiel zwischen den Kontrahenten ausgetragen.

## Hauptrunde
| Platz | Mannschaft               | Spiele | S  | U | N  | Tore    | Punkte |
| ----- | ------------------------ | ------ | -- | - | -- | ------- | ------ |
| 1.    | Sunderland Scorpions     | 18     | 16 | 0 | 2  | 123:030 | 32     |
| 2.    | Slough Phantoms          | 18     | 11 | 3 | 4  | 108:055 | 25     |
| 3.    | Guildford Lightning      | 18     | 10 | 4 | 4  | 057:028 | 24     |
| 4.    | Kingston Diamonds        | 18     | 9  | 4 | 5  | 079:051 | 22     |
| 5.    | Cardiff Comets (M)       | 18     | 9  | 4 | 5  | 052:039 | 22     |
| 6.    | Sheffield Shadows        | 18     | 9  | 3 | 6  | 074:039 | 21     |
| 7.    | Bracknell Queen Bees     | 18     | 8  | 4 | 6  | 080:051 | 20     |
| 8.    | Swindon Topcats          | 18     | 3  | 1 | 14 | 049:097 | 7      |
| 9.    | Flintshire Furies (N)    | 18     | 3  | 0 | 15 | 044:115 | 6      |
| 10.   | Basingstoke Bison Ladies | 18     | 0  | 1 | 17 | 027:188 | 1      |

## Final Four

### Halbfinale
| 29. Mai 2004 | Sunderland Scorpions | 3:2 (1:0, 0:1, 2:1) Spielbericht | Kingston Diamonds | Sheffield |

| 29. Mai 2004 | Slough Phantoms | 1:3 (0:2, 0:0, 1:1) Spielbericht | Guildford Lightning | Sheffield |

### Spiel um den 3. Platz
| 30. Mai 2005 | Kingston Diamonds | 2:4 (1:2, 0:1, 1:1) Spielbericht | Slough Phantoms | Sheffield |

### Finale
| 30. Mai 2005 | Sunderland Scorpions | 2:0 (1:0, 0:0, 1:0) Spielbericht | Guildford Lightning | Sheffield |

## Relegation
Resultate der Vergleiche um einen Platz in der Premier Division sind nicht bekannt. Im Ergebnis jedoch waren die Letztplatzierten Basingstoke Bison Ladies in der nächsten Saison nicht mehr in der höchsten Liga vertreten, dafür jedoch die Mannschaften Solihull Vixens, die Hauptrundenzweiter der Südgruppe und Meister der Division I waren, und die Telford Wrekin Raiders, die Sieger der Nordgruppe waren.

## Division 1
Die Women’s National Ice Hockey League ist nach der Premier League die zweite Stufe der englischen Fraueneishockeyliga. In ihr ist die Division 1 die höchste Klasse. Sie ist in zwei regionale Gruppen gegliedert. In der Nordgruppe wurde eine Doppelrunde, in der Südgruppe eine Einfachrunde gespielt.
| North | North                  | North  | North | North  | North    | North  | North  |
| ----- | ---------------------- | ------ | ----- | ------ | -------- | ------ | ------ |
| Platz | Mannschaft             | Spiele | Siege | Unent. | Niederl. | Tore   | Punkte |
| 1.    | Telford Wrekin Raiders | 20     | 18    | 1      | 1        | 131:29 | 37     |
| 2.    | Whitley Bay Squaws     | 20     | 14    | 2      | 4        | 121:37 | 30     |
| 3.    | Nottingham Vipers      | 20     | 11    | 2      | 7        | 69:69  | 24     |
| 4.    | Billingham Wildcats    | 20     | 9     | 1      | 10       | 64:57  | 19     |
| 5.    | Blackburn Thunder      | 20     | 3     | 1      | 16       | 29:127 | 7      |
| 6.    | Sheffield Shadows B    | 20     | 1     | 1      | 18       | 35:131 | 3      |

| South | South                       | South  | South | South  | South    | South   | South  |
| ----- | --------------------------- | ------ | ----- | ------ | -------- | ------- | ------ |
| Platz | Mannschaft                  | Spiele | Siege | Unent. | Niederl. | Tore    | Punkte |
| 1.    | Romford Nighthawks          | 18     | 18    | 0      | 0        | 132:018 | 36     |
| 2.    | Solihull Vixens             | 18     | 16    | 0      | 2        | 181:019 | 32     |
| 3.    | Chelmsford Cobras           | 18     | 12    | 0      | 6        | 058:042 | 24     |
| 4.    | Invicta Dynamics            | 18     | 10    | 2      | 6        | 113:067 | 22     |
| 5.    | Streatham Storm             | 18     | 8     | 2      | 8        | 051:053 | 18     |
| 6.    | Oxford City Midnight Stars  | 18     | 8     | 1      | 9        | 057:058 | 17     |
| 7.    | Milton Keynes Falcons       | 18     | 5     | 3      | 10       | 051:075 | 13     |
| 8.    | Oxford University           | 18     | 3     | 3      | 12       | 031:114 | 9      |
| 9.    | Peterborough Penguins       | 18     | 3     | 2      | 13       | 031:101 | 8      |
| 10.   | Basingstoke Bisons Ladies B | 18     | 0     | 1      | 17       | 014:172 | 1      |

Finalrunde
In einem Finalturnier wurde unter den jeweils beiden Besten der beiden Gruppen um den Sieg in der Division 1 gespielt. Die Spiele gingen über 3×15 Minuten.
| 29. Mai 2004 | Telford Wrekin Raiders | 2:6 (0:0, 0:3, 2:3) Spielbericht | Solihull Vixens | Sheffield |

| 29. Mai 2004 | Romford Nighthawks | 2:4 (1:1, 1:2, 0:1) Spielbericht | Whitley Bay Squaws | Sheffield |

Spiel um Platz 3
| 30. Mai 2004 | Telford Wrekin Raiders | 1:4 (0:4, 0:0, 1:0) Spielbericht | Romford Nighthawks | Sheffield |

Finale
| 30. Mai 2004 | Solihull Vixens | 9:2 (5:2, 0:0, 4:0) Spielbericht | Whitley Bay Squaws | Sheffield |